# Boýnyuzyn
Boýnyuzyn è la città capoluogo del distretto di Garaşsyzlyk, situato nella provincia di Lebap, in Turkmenistan.